# Ölürüm sana
Ölürüm sana è il terzo album in studio del cantante turco Tarkan, pubblicato nel 1997.

## Tracce
1. Şımarık – 3:55
2. Ikimizin yerine – 3:50
3. Ölürüm sana – 4:42
4. Salına salına sinsice – 4:06
5. Gecemin ürkek kanatlarında – 3:56
6. Kır zincirlerini – 5:23
7. Inci tanem – 5:38
8. Başına bela olurum – 4:11
9. Unut beni – 5:28
10. Delikanlı çağlarım – 3:43
11. Beni anlama – 5:21